# Saropathes
Saropathes is een geslacht van neteldieren uit de klasse van de Anthozoa (bloemdieren).

## Soorten
- Saropathes margaritae Molodtsova, 2005
- Saropathes scoparia (Totton, 1923)